# Línguas boreais

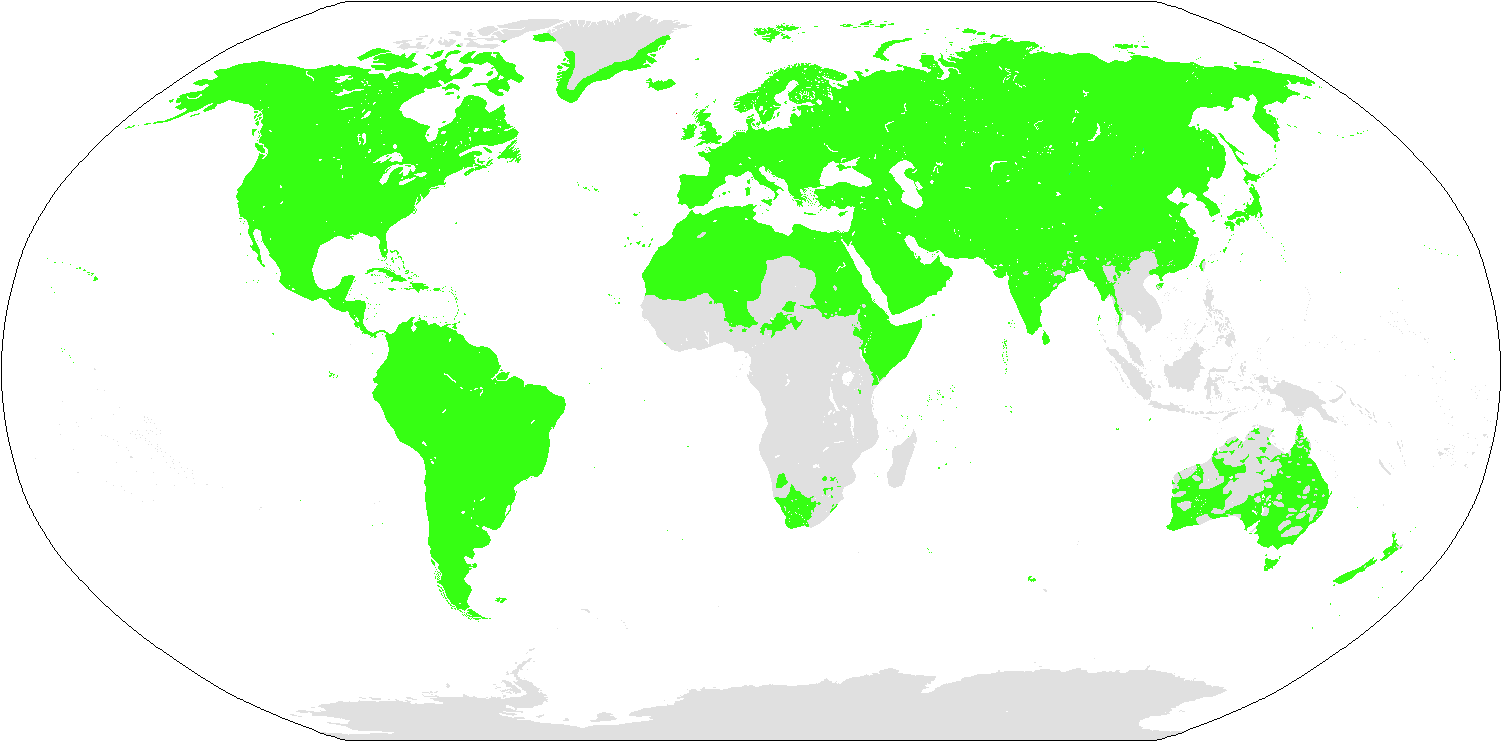
Mapa da distribuição das línguas bóreas

Boreano ou bóreo (também boreal ou boraleano) é uma macrofamília linguística hipotética (ou seja, proposta) que abrange quase todas as famílias linguísticas do mundo, exceto aquelas nativas das Américas, África, Oceania e Ilhas Andamão. Seus defensores propõem que as várias línguas faladas na Eurásia e regiões adjacentes têm uma relação genealógica e, em última análise, descendem de línguas faladas durante o Paleolítico Superior, nos milênios seguintes ao último máximo glacial. O nome boreano (em inglês:  Borean) é baseado no grego βορέας e significa "norte" ou "setentrional". Isso reflete o fato de que o grupo inclui a maioria das famílias linguísticas nativas do hemisfério norte. Existem dois modelos distintos de boreano: o de Harold C. Fleming e o de Sergei Starostin.

## Modelo de Fleming
O conceito é devido a Harold C. Fleming (1987), que propôs um "mega-super-filo" para as línguas da Eurásia, denominado boreano ou boreal em Fleming (1991) e publicações posteriores. No modelo de Fleming, o boreano inclui dez grupos diferentes: o afrasiano (seu termo para afro-asiático), cartevélicos, dravídicos, um grupo que compreende sumério, elamita e algumas outras línguas extintas do antigo Oriente Próximo, eurasiático (uma proposta de Joseph Greenberg que inclui indo-europeu, urálico, altaico e várias outras famílias linguísticas), o macrocaucasiano (uma proposta de John Bengtson que inclui o basco e o burushaski), ienisseiano, sino-tibetano, na-dene e ameríndio.
Em 2002, Fleming argumentou que não havia uma grande distinção entre dois suprafilos entre um táxon nostrático e um dene-caucasiano entre as línguas boreanas, e que o parentesco linguístico entre seus ramos é possivelmente mais complexo.

## Modelo de Starostin

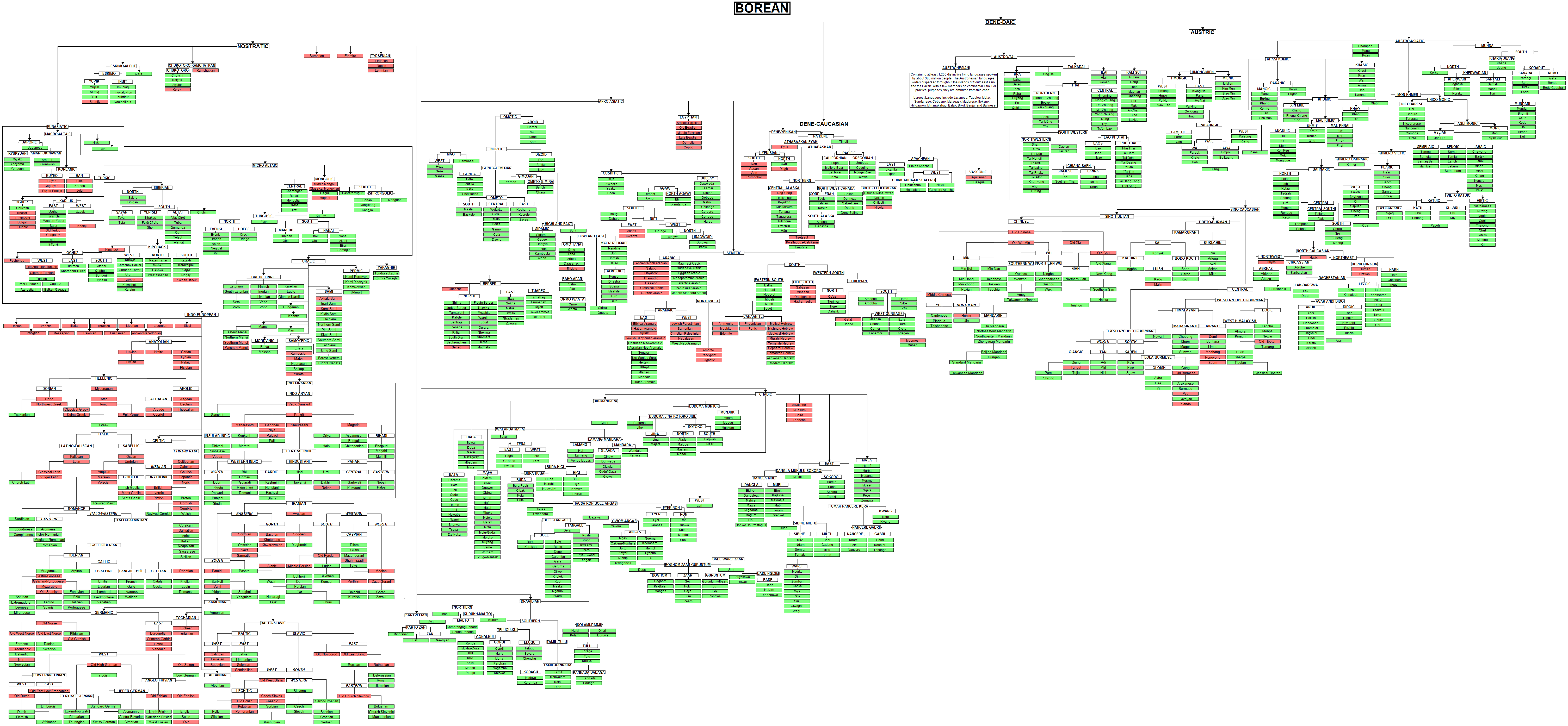
Árvore da língua boreana segundo Starostin

Conforme previsto por Sergei Starostin (2002), o boreano é dividido em dois grupos, o nostrático (sensu lato, consistindo do eurasiático e do afro-asiático) e o dene-daico, este último consistindo das macrofamílias dene-caucasiana e áustrica. Starostin data provisoriamente a protolíngua boreana do Paleolítico Superior, aproximadamente 16 mil anos atrás. O modelo de boreano de Starostin incluiria, portanto, a maioria das línguas da Eurásia, bem como as línguas afro-asiáticas do Norte da África e do Chifre da África, e as línguas esquimó-aleútes e na-dene do Novo Mundo.
Murray Gell-Mann, Ilia Peiros e Georgiy Starostin sustentam que o método comparativo forneceu fortes evidências para algumas superfamílias linguísticas (dene-caucasiano e rurasiático), mas não até agora para outras (afro-asiático e austríaco). A opinião deles é que, como algumas dessas famílias ainda não foram reconstruídas e outras ainda precisam de melhorias, é impossível aplicar o método comparativo estrito a grupos maiores e mais antigos. No entanto, eles consideram isso apenas um problema técnico e não teórico, e rejeitam a ideia de que relações linguísticas anteriores a 10.000 anos antes do presente não podem ser reconstruídas, uma vez que os "principais objetos de pesquisa neste caso não são línguas modernas, mas protolínguas reconstruídas que se revelam mais semelhantes entre si do que seus descendentes modernos". Eles acreditam que boas reconstruções de superfamílias como a eurasiana acabarão ajudando a investigar relações linguísticas ainda mais profundas. Embora tais relações "ultraprofundas" possam atualmente ser discutidas apenas em um nível especulativo, elas sustentam que as numerosas semelhanças morfêmicas entre famílias linguísticas da Eurásia, muitas das quais Sergei Starostin compilou em um banco de dados especial que ele mais tarde complementou com suas próprias descobertas, provavelmente não são devidas ao acaso, tornando possível formular uma hipótese de super-superfamília boreana.
Eles também sugeriram possíveis ligações entre 'Borean' e outras famílias. Na opinião deles, as comparações com os dados "boreanos" sugerem que coissã não pode ser incluído, mas que conexões mais distantes em um nível ainda mais profundo podem ser possíveis, que a forma como as superfamílias africanas Níger-Congo, Sudão Oriental, Sudão Central e Cordofão estão relacionadas ao boreano ainda precisa ser investigada, que a situação com as línguas nativas das Américas continua sem solução e que, embora existam algumas semelhanças lexicais entre o boreano e as línguas da Trans-Nova Guiné, elas continuam muito escassas para estabelecer uma conexão firme. Eles comentam que, embora os dados preliminares indiquem possíveis conexões entre as boreanas e algumas superfamílias da África, das Américas e da região do Indo-Pacífico, pesquisas adicionais são necessárias para determinar se essas superfamílias adicionais estão relacionadas aos boreanos ou a ramos não identificados deles.  Gell-Mann et al. observam que seu modelo proposto de Borean difere significativamente daquele de Fleming.